# Lech Ratajski
Lech Ratajski, także Leszek Ratajski (ur. 16 kwietnia 1921 w Rawie Mazowieckiej, zm. 22 listopada 1977 w Warszawie) – kartograf polski, profesor Uniwersytetu Warszawskiego, żołnierz Armii Krajowej.

## Życiorys
Był synem Wiktora Franciszka (filologa klasycznego, nauczyciela gimnazjalnego, weterana I wojny światowej w szeregach Legionów) i Cecylii z domu Klepaczko. Ojciec często zmieniał miejsce pracy, wskutek czego młody Ratajski uczęszczał do szkół w kilku miastach – w Radzyniu Podlaskim, Lubartowie i Łomży (tamże w Liceum Matematyczno-Przyrodniczym im. Kościuszki zdał maturę w 1939). Po wybuchu II wojny światowej pracował jako nauczyciel w Kupiskach koło Łomży; studiował na Wydziale Mechanicznym Szkoły im. Wawelberga i Rotwanda w Warszawie, od 1942 był urzędnikiem. Początkowo pozostawał w szeregach tajnej organizacji wojskowej Komenda Obrońców Polski, a od lata 1942 w Armii Krajowej; ukończył Szkołę Podchorążych Piechoty w Węgrowie (kapral podchorąży) i uczestniczył w szeregu akcji dywersyjnych, m.in. uwolnieniu około 300 Żydów z obozu koncentracyjnego w Treblince (2 sierpnia 1943). Brał również udział w wyzwalaniu Węgrowa w sierpniu 1944.
Po wojnie Ratajski podjął pracę nauczyciela geografii i rysunków w gimnazjum w Węgrowie. W latach 1945–1947 studiował w Akademii Sztuk Pięknych w Krakowie, a 1946–1950 geografię na Uniwersytecie Jagiellońskim. Stopień magistra uzyskał na podstawie pracy Zagadnienia generalizacji problemów antropologicznych na przykładzie Ameryki Południowej. W 1950 został młodszym asystentem w Zakładzie Antropogeografii Instytutu Geograficznego Uniwersytetu Warszawskiego, potem był asystentem i adiunktem w Katedrze Geografii Regionalnej Instytutu Geograficznego (kierował Pracowniami Afrykanistyczną i Kartograficzną). W 1962 obronił doktorat na podstawie pracy Polski dorobek w dziedzinie kartografii ekonomicznej w latach 1900–1958 (pod kierunkiem Stanisława Leszczyckiego), a w 1966 habilitował się (rozprawa Mapy przemysłu, ich własności metodyczne i kartometryczne). Od grudnia 1967 był kierownikiem Katedry Kartografii Uniwersytetu Warszawskiego, od 1972 profesorem nadzwyczajnym i wicedyrektorem Instytutu Geograficznego tej uczelni. Wypromował 86 magistrów i 6 doktorów kartografii. Gościnnie wykładał na Uniwersytecie Alberty w Edmonton (Kanada, 1971/1972).
W 1972 został wybrany na wiceprezydenta Międzynarodowej Asocjacji Kartograficznej (ponownie w 1976). Od 1973 kierował Komisją Standaryzacji Nazw Geograficznych przy Ministerstwie Nauki, Szkolnictwa Wyższego i Techniki. Działał w Polskim Towarzystwie Geograficznym (w latach 1966–1975 przewodniczący Komisji Kartograficznej), był członkiem m.in. Komitetu Nauk Geograficznych PAN, Komisji Kultury Języka PAN, Rady Naukowej Instytutu Geograficznego Przestrzennego Zagospodarowania PAN, Komitetu ds. Kartografii Ogólnej przy prezesie Głównego Urzędu Geodezji i Kartografii. Od 1968 pełnił funkcję redaktora naczelnego miesięcznika „Poznaj Świat”, z którym współpracował już od 1948; był również wiceprzewodniczącym Komitetu Redakcyjnego kwartalnika „Polski Przegląd Kartograficzny”. Należał do ZBoWiD.
Był laureatem czterech nagród indywidualnych ministra oświaty i szkolnictwa wyższego. Został odznaczony m.in. Krzyżem Walecznych w 1949, Złotym Krzyżem Zasługi w 1973, Krzyżem Kawalerskim Orderu Odrodzenia Polski w 1974, odznakami i medalami Polskiego Towarzystwa Geograficznego. 
Z małżeństwa z Marią z Różańskich miał dwoje dzieci (córkę Bożenę, ur. 1951 i syna Sławomira, ur. 1955). 
Został pochowany na cmentarzu Powązki Wojskowe w Warszawie (kwatera B35-4-2).
Jego zainteresowania naukowe obejmowały podstawy teoretyczne kartografii, problemy nazewnictwa geograficznego, geografię regionalną świata. Ogłosił około 400 prac oraz opracował około 1000 map. Wydał m.in. Podręczny atlas świata w pięciu zeszytach (1954–1961). Jako konsultant i weryfikator nazw geograficznych na potrzeby atlasów i słowników przyczynił się do ustalenia polskiego nazewnictwa geograficznego. Opracował wspólnie z grupą współpracowników z Katedry Kartografii Uniwersytetu Warszawskiego hierarchiczny schemat strukturalny nowocześnie rozumianej kartografii. Z najbardziej znanych prac można wymienić:
- Kartografia ekonomiczna (1960, z Bogodarem Winidem)
- Metodyka kartografii społeczno-gospodarczej (1973) – drugie wydanie (1989)
- Polskie nazewnictwo geograficzne świata (1959, z Janiną Szewczyk i Przemysławem Zwolińskim)
- Afryka (1966)
- Słownik geografii ZSRR (1974, z Romanem Biesiadą i Tadeuszem Lenczowskim)